# Rudrasena II
Rudrasena II (fl. 385 - 390 ca.) fu un sovrano del ramo Pravarapura-Nandivardhana della dinastia Vakataka.

## Storia
Durante il suo breve regno, sposò Prabhavatigupta, figlia dell'imperatore Gupta Chandragupta II. La sua morte precoce portò Prabhavatigupta a governare come reggente per un lungo periodo di tempo, poiché i suoi figli Divakarasena, Damodarasena e Pravarasena II erano tutti minorenni.
Il breve regno di Rudrasena si distinse anche per i cambiamenti religiosi, probabilmente causati dalla maggiore influenza dei Gupta. A differenza dei suoi antenati, tutti devoti shivaisti (adoratori di Shiva), Rudrasena divenne un devoto di Vishnu. Il cambiamento di fede di Rudrasena fu probabilmente incoraggiato dal suo potente suocero e dalla sua regina, entrambi convinti vaishnaviti.